# Latte Igel und der magische Wasserstein
Latte Igel und der magische Wasserstein ist ein Animationsfilm aus dem Jahr 2019.
Der Film basiert auf dem gleichnamigen Buch des finnlandschwedischen Autors Sebastian Lybeck aus dem Jahr 1958. Regie führten Regina Welker und Nina Wels. Die Produzenten waren Lilian Klages, Thomas G. Müller, Mark Mertens für die Produktionsfirmen Dreamin’ Dolphin, Eagle Eye Filmproduktion und Grid Animation. Der Film wurde auf dem Internationales Filmfestival Schlingel 2019 uraufgeführt. Der Verleih des Films startete am 25. Dezember 2019 in deutschen Kinos.

## Handlung
Latte ist eine Igeldame. Sie liebt es, Geschichten zu erzählen, in denen sie die furchtlose Heldin ist. Als der Wald, in dem sie lebt, einer Dürre ausgesetzt ist, erzählt der Rabe Korp auf einer Versammlung eine alte Sage, nach der das Wasser ausbleiben würde, weil der magische Wasserstein von der Bergspitze vom Bärenkönig gestohlen worden sei und er diesen im Nordwald versteckt habe. Das Wasser würde wieder fließen, wenn der Stein an seinen Ursprungsort zurückgebracht würde.
Latte kündigt mutig an, dass sie den magischen Eckstein von Bärenkönig Bantur, der ihn gestohlen habe, zurückholen werde. Dazu begeben sich die Igelin Latte mit dem Eichhörnchen Tjum auf eine Reise, um den magischen Wasserstein wiederzuholen. Unterwegs treffen sie viele Tiere und entgehen Gefahren. In der Bärenhöhle werden sie zunächst gefangen genommen, können aber mit Hilfe von Amaroo, dem Sohn des Bärenkönigs, fliehen und den Wasserstein zurück zum Ursprungsort bringen.

## Unterschiede zum Buch
Im Buch ist Latte ein Junge und auch sein Begleiter Tjum wird im Buch als sein „Kumpel“ und nicht als ängstlicher Begleiter dargestellt.

## Rezeption
Der Film wurde von der Deutschen Film- und Medienbewertung mit dem Prädikat besonders wertvoll ausgezeichnet, weil sich „ein Animationsfilm für Kinder das Element Wasser zum Thema macht“. Der Film sei die ideale „Kinounterhaltung für unsere jungen Zuschauer, bei der aber auch begleitende Eltern und Großeltern ihre Freude haben werden.“
Gunnar Schupelius bemängelt die Abweichungen vom Buch. Mit diesen hätten die beiden Regisseurinnen nicht nur die Frauenquote dem Film aufgedrückt, er wurde sogar an die Klimabewegung („Fridays for Future“) angepasst.

## Synchronisation
| Rolle  | Deutsche Stimme  |
| ------ | ---------------- |
| Latte  | Luisa Wietzorek  |
| Bantur | Henning Baum     |
| Tjum   | Tim Schwarzmaier |
| Amaroo | Timur Bartels    |